# Uterotonik
Uterotonik je agens koji se koristi za indukovanje kontrakcije ili veće toničnosti uterusa. Uterotonici se koriste za indukciju porođaja, i za umanjenjenje kasnijeg krvarenja.
Pojedini uterotonici deluju kao oksitocinski analozi. Oksitocin se vezuje za aktivno mesto oksitocinskog receptora (OXTR).
Lekovi ove grupe mogu da deluju kao indirektni oksitocinergici:
- 5-HT1A receptor (5-HT1AR): protein odgovoran za indukciju sekrecije oksitocina.
- Serotonergik: lek koji deluje na serotonin i 5-HT1AR, što uzrokuje otpuštanje oksitocina (npr., MDMA).

U ovug grupu lekova se ubrajaju: metilergonovin i prostaglandin F2.
Tokolitici imaju suprotno dejstvo, oni sprečavaju kontrakcije. Ti agensi mogu da imaju oksitocinergijski mehanizam. Na primer, atosiban deluje na taj način.